# 冷冻队长
冷冻队长（英語：Captain Cold），原名莱纳德·斯奈特（Leonard Snart），是由DC漫画出版一个虚构的超级反派。角色由约翰·布鲁姆和卡迈恩·因凡蒂诺创造，第一次出现在陈列橱 #8（1957年6月），他是白银时代闪电侠的第一个反派。
他是無賴幫的首领，曾担任白银时代闪电侠巴里·艾伦的敌人，第三代闪电侠沃利·韦斯特的敌人和勉强的朋友，杀害第四代闪电侠巴特·艾伦的凶手之一。
IGN的100个漫画恶棍的排行榜名列27。

## 人物
雷納德·史納特從小家庭就不是很美滿，父親天天酗酒並虐打妻兒，母親在之後也離家出走，最後只剩他與妹妹麗莎相依為命。
雷納德長大後為了生活而開始犯罪，憑藉著他天生出色的頭腦策劃了好幾次搶劫，均獲得了不錯的利益，直到閃電俠（貝瑞·艾倫）阻止了他，並將他抓入監獄。
為了對抗閃電俠，他憑著自己對寒冷的愛好與冷凍學的知識組裝了一把冷凍槍，自稱為冷凍隊長開始和閃電俠作對。
除此之外，他還集結了中央城的其他閃電俠的對手一起組成無賴幫，自己擔任無賴幫的領導人物。
冷凍隊長雖然是個罪犯，但他有著自己的堅持，像是不傷害女人與小孩、不吸毒，不是為了征服世界，而只是為了錢和打倒閃電俠。他也把這種理念帶到了自己領導的無賴幫，並要求成員們絕對要遵守這些條件。

### 新52
在《邪惡永恆》事件中，冷凍隊長在中央市率領無賴幫對抗罪惡聯盟失敗，只有自己未能逃走，但在雷克斯·路瑟的協助下，冷凍隊長加入了由路瑟率領的一支臨時隊伍，發起了對罪惡聯盟的反攻，並成功擊敗了其中的高速強尼。
事後，美國政府為了獎勵他，於是取消了他之前所有的罪名，冷凍隊長也被路瑟邀請成為他的保安主管，更加入了正義聯盟。

## 能力
冷凍隊長雖是個沒有超能力的普通人，但他有著出色的戰略和戰術天分，這使他在搶劫時幾乎無往不利。他也是個出色的領導者，無賴幫內的超級罪犯們幾乎都完全聽從其命令行動。
為了對抗閃電俠，他自己組裝了一把可發射達至絕對零度射線的冷凍槍，使他成了閃電俠與極速能力者頗為頭痛的對手。在DC漫畫世界觀中，只有他和急凍人的武器是唯一能達至絕對零度的冷凍武器。冷凍隊長對自己的冷凍槍的了解十分透徹，就算只使用家電零件也可以重新組裝出來。
在新52開始後，冷凍隊長曾接受過一次實驗，使他與自己的冷凍槍結合，成了能施展冰結能力的超人類，但在《邪惡永恆》事件中他和罪惡聯盟的死亡風暴交手不敵對方，體內的冰凍的超能力基因超被對方分解使他失去超能力而再度變回正常人，之後他又重新組裝了冷凍槍回到過去的戰鬥手段。

## 其他版本的冷凍隊長
- 在DC交叉事件《閃點》中，由於歷史被改變的緣故，中央市沒出現過閃電俠，取而代之在當地維護正義的的是名為寒冷公民（英語：Citizen Cold）的超級英雄，他手持冷凍槍和當地的超級罪犯交手。
- 在《邪惡永恆》事件中，會提到罪惡聯盟本來所在的地球-3中，雷納德·史納特是一名警察，並努力想要阻止強尼快客的暴行，但最後不敵對方的超級速度而被殺害。[7]

## 其他媒體

### 電視劇
- 《閃電俠》：由Michael Campbell在當時以Michael Champion的藝名飾演冷凍隊長。
- 綠箭宇宙：由溫特沃思·米勒飾演冷凍隊及冷凍公民[8]。
  - 《閃電俠》初期帶領熱浪、金色滑翔手在中央市犯罪，也是少數知道閃電俠真正身份的反派。之後《明日傳奇》瑞普杭特召集他與熱浪組成明日小隊，最後為了拯救明日小隊而犧牲。明日傳奇第二季的冷凍隊長是由逆閃電 (艾爾伯德·斯旺)找到尚未成為時間小隊的反派冷隊組成末日軍團協助奪取時間之矛。
  - 53號地球的冷凍公民是納粹反叛軍，與1號地球的射線(Ray)為同性戀人。樂於幫助明日小隊及閃電小隊。

### 電子遊戲
- 《超級英雄：武力對決2》：玩家可使用角色之一[9]。